# Накаяма (Ямаґата)

38°20′0″ пн. ш. 140°16′59″ сх. д. / 38.33333° пн. ш. 140.28306° сх. д.
Накая́ма (яп. 中山町, なかやままち, МФА: [nakajama mat͡ɕi̥]) — містечко в Японії, в повіті Хіґасі-Мураяма префектури Ямаґата. Станом на 1 жовтня 2008 площа містечка становила 31,23 км². Станом на 1 січня 2009 населення містечка становило 12 168 осіб.